# Borowa (województwo śląskie)
Borowa – wieś w Polsce położona w województwie śląskim, w powiecie kłobuckim, w gminie Miedźno.
| SIMC    | Nazwa  | Rodzaj    |
| ------- | ------ | --------- |
| 1001852 | Doły   | część wsi |
| 1002113 | Tałaje | część wsi |

W latach 1975–1998 miejscowość administracyjnie należała do województwa częstochowskiego.
Wieś położona jest nad rzekami Liswartą i Białą Okszą. Na północ od wsi znajduje się ujście Białej Okszy do Liswarty.
Pomiędzy miejscowościami Borowa i Ostrowy nad Okszą rozciąga się sztuczny zbiornik wodny, Zalew Ostrowy, utworzony na rzece Białej Okszy. Jest on wielką atrakcją turystyczną okolicy.